# Премия Уильяма Проктера за научные достижения
Премия Уильяма Проктера за научные достижения (англ. William Procter Prize for Scientific Achievement) — научная награда общества Sigma Xi.  Вручается за выдающиеся достижения в науке и влияние этих достижений на другие научные дисциплины[стиль]. Награждение проводится с 1950 года. Лауреат получает 5 тысяч долларов и бронзовую статуэтку, также он должен выбрать молодого учёного, которой получит еще 5 тысяч долларов. Ею отмечены семь лауреатов Нобелевской премии.
Премия названа в честь Уильяма Проктера (1872–1951). Уильям Проктер активно поддерживал Sigma Xi и её дочернюю организацию Research Society of America. Он был внуком Уильяма Проктера (1801–1884), сооснователя компании Procter & Gamble.

## Лауреаты
- 1950 – Карл Тэйлор Комптон
- 1951 –  Эрнест Орландо Лоуренс
- 1952 – Shields Warren[англ.]
- 1953 – David Barnard Steinman[англ.]
- 1954 – Вэнивар Буш
- 1955 – Robert R. Williams[англ.]
- 1956 – Lawrence R. Hafstad[англ.]
- 1957 – Crawford H. Greenwalt[англ.]
- 1958 – Chauncey Guy Suits[англ.]
- 1959 – Чарльз Старк Дрейпер
- 1960 – Alan Tower Waterman[англ.]
- 1961 – Edward Ray Weidlein[англ.]
- 1962 – Joel H. Hildebrand[англ.]
- 1963 – Эдвин Герберт Лэнд
- 1964 – Hugh Stott Taylor[англ.]
- 1965 – Уильям Хэйуард Пикеринг
- 1966 – Elmer Engstrom[англ.]
- 1967 – Вулман, Эйбел
- 1968 – Athelstan Spilhaus[англ.]
- 1969 – Маргарет Мид
- 1970 – Lloyd M. Cooke
- 1971 – Jacob E. Goldman
- 1972 – Льюис Бренскомб
- 1973 – William O. Baker[англ.]
- 1974 – Перси Джулиан
- 1975 – Dixy Lee Ray[англ.]
- 1976 – Morris Cohen[англ.]
- 1977 – Уильям Ниренберг
- 1978 – Russell W. Peterson[англ.]
- 1979 – Саундерс Маклейн
- 1980 –  Герберт Саймон
- 1981 –  Джордж Уэлс Бидл
- 1982 –  Джошуа Ледерберг
- 1983 – Winona Vernberg и John Vernberg
- 1984 – Виктор Фредерик Вайскопф
- 1985 – Джордж Клод Пайментел
- 1986 – Томас Айснер
- 1987 – Джеймс Ван Аллен
- 1988 –  Джон Коудери Кендрю
- 1989 – Дженет Роули
- 1990 – Роберт Баллард
- 1991 –  Леон Макс Ледерман
- 1993 – Walter H. Stockmayer[англ.]
- 1994 – Стивен Джей Гулд
- 1995 – Майкл Эллис Дебейки
- 1996 – Джейн Гудолл
- 1997 – Эдвард Осборн Уилсон
- 1997 – Филип Моррисон
- 1998 – Карл Джерасси
- 1999 – Линн Маргулис
- 2000 – Франсиско Хосе Айала
- 2001 – Александр Рич
- 2002 – Бенуа Мандельброт
- 2003 – Дарлин Хоффман
- 2004 –  Марри Гелл-Ман
- 2005 – Бьёрн Страуструп
- 2006 – Сюзан Линдквист
- 2007 – Стюарт Пимм
- 2008 – Charles Elachi[англ.]
- 2009 – Дебора Джин
- 2010 – Michael J. Spivey
- 2011 – Supriyo Datta[англ.]
- 2012 – Соломон Вольф Голомб
- 2013 – Рита Колвелл
- 2014 – Jenny Glusker[англ.]
- 2015 – David Williams[1]
- 2016 – Ян Ахенбах
- 2018 – Anna Marie Skalka[англ.][2]
- 2019 – Бенджамин Сантер
- 2020 - Marcetta Y. Darensbourg[англ.]
- 2021 - Фишхофф, Барух
- 2022 - Бизиос, Рена
- 2023 - Роджерс, Джон (материаловед)
- 2024 - Paul Weiss (nanoscientist)[англ.]